# Phare de Mendota

Le phare de Mendota (en anglais : Mendota Light), est un phare du lac Supérieur situé sur la pointe de la péninsule de Keweenaw pour marquer le canal menant au Lac La Belle, dans le Comté de Keweenaw, Michigan.
Ce phare est inscrit au Registre national des lieux historiques depuis le 29 août 1980 sous le n° 80004840.

## Historique
Les plans originaux ont été posés en 1867 et le phare a été construit en 1869. Un an plus tard, la lumière a été mise hors service car les navigateurs ont constaté qu'elle n'était d'aucune aide. La tour a été enlevée et emmenée à Marquette, mais la maison du gardien est restée en place. En 1892, des navires ont essayé d'utiliser cette baie pour se mettre à l'abri pendant une tempête, et les marins, observant la maison déserte, ont suggéré que le port serait plus facile à trouver s'il y avait de la lumière. 
En 1895, des fonds avaient été alloués pour rétablir la lumière, mais il a été déterminé que la structure existante s'était tellement détériorée qu'elle ne pouvait plus être utilisée. Une nouvelle structure a été construite en utilisant les fondations d'origine. En 1933, la lumière a été automatisée et en 1956, elle a été mise hors service.
C'était une résidence privée jusqu'en 1996. Le phare, uniquement accessible par bateau car aucune route ni route privée n'y mène, était à vendre en 1996. Il a été vendu à une personne désireuse de conserver la lumière. La lentille de Fresnel du quatrième ordre d'origine a été retrouvée, restaurée et remise en place en 1998. Depuis cette date la lumière est en activité.  Le phare de Mendota est désormais classé comme une aide à la navigation privée active.

## Description
Le phare  est une tour carrée en brique  de 11 m de haut, avec une galerie et une lanterne, s'élevant d'une maison de gardien en brique de deux étages. Le phare est peint en blanc, avec des garnitures noires, et le toit de la lanterne est rouge.
Il émet, à une hauteur focale de 13 m, un éclat blanc par période de 20 secondes. Sa portée est de 14 milles nautiques (environ 26 km).
Identifiant : ARLHS : USA-489 ; USCG :  7-15151 .

### Lien connexe
- Liste des phares au Michigan